# Лазарцево (Ростовский район)
Лазарцево — село Ростовского района Ярославской области, входит в состав сельского поселения Семибратово.

## География
Расположено в 28 км на юг от центра поселения посёлка Семибратово и в 25 км на юго-восток от Ростова.

## История
В селе имелось два храма: первый одноглавый в связи с колокольней холодный во имя Космы и Дамиана построен в 1799 году на средства прихожан, а второй также одноглавый теплый во имя Андрея Первозванного и св. Адриана и Наталии сооружен в 1821 году усердием Александры Николаевны Волынской. По рассказам старожилов, ранее этих церквей здесь существовала деревянная.
В конце XIX — начале XX вв. село входило в состав Щадневской волости Ростовского уезда Ярославской губернии. В 1885 году в селе было 50 дворов.
С 1929 года село являлось центром Лазарцевского сельсовета Ростовского района, с 1954 года — в составе Угодичского сельсовета, с 2005 года — в составе сельского поселения Семибратово.

## Население
| 1859 | 1914 | 2007 | 2010 |
| ---- | ---- | ---- | ---- |
| 257  | ↗380 | ↗418 | ↘385 |

## Инфраструктура
В селе имеются Лазарцевская начальная общеобразовательная школа (построена в 1987 году), отделение почтовой связи.

## Достопримечательности
В селе расположена действующая церковь Андрея Первозванного (1821).